# Osvaldo Batocletti
Osvaldo Agustín Batocletti Ronco (San Nicolás de los Arroyos, Argentina; 22 de enero de 1950 - Monterrey, México; 17 de mayo de 2019) fue un futbolista y director técnico argentino nacionalizado mexicano. Jugaba como marcador central y su primer equipo fue Racing. Su último club antes de retirarse fue Tigres UANL de México, donde además inició su carrera como entrenador.
Ocupó el puesto de defensa central en Tigres UANL, siendo partícipe de los primeros dos campeonatos de Liga convirtiéndose en pilar en la obtención de los mismos, un histórico del club, un ídolo de la afición felina. Además fue director de Academias de Tigres UANL y dirigió al equipo femenil en su primera temporada, consiguiendo el primer campeonato del equipo.

## Trayectoria

### Como jugador
Inició su carrera en Racing en 1970. Después sería traspasado a Lanús en 1973 y un año después a Unión de Santa Fe.
En 1974 llega a México para jugar en el León, en ese entonces un cuadro importante de la Primera División de México donde dio cátedra en la defensa central de los esmeraldas. En 1977 es transferido a los Tigres UANL, teniendo que sacrificar parte de su salario para poder llegar a dicho club, en donde marcó 12 goles y fue campeón en dos ocasiones (1978 y 1982) siendo estos los primeros dos títulos de la escuadra auriazul, convirtiéndose en uno de los referentes inmediatos del club uno de los más queridos ganándose el apodo de: "El Tigre más Tigre".
En total jugó siete temporadas con los felinos, con los cuales se retiró en 1984.

### Como entrenador
Como entrenador de Tigres UANL, en los cuartos de final de los play-offs de la temporada Apertura 2005, Tigres jugó el histórico "Aztecazo", una manera de describir una victoria difícil sobre el Club América o la selección de fútbol de México en su sede, el Estadio Azteca. En el primer juego, Tigres perdió en el Estadio Universitario por un marcador de 1–3. Sin embargo, contra todo pronóstico, derrotaron a América en el segundo juego 4–1 por una puntuación global de 5–4, dejando a América fuera de la postemporada. En las semifinales, Tigres empató a su rival CF Monterrey después de 1–0 y 1–2 (2–2) puntuaciones, aunque Monterrey avanzó a la siguiente ronda debido a los puntos en el torneo. Batocletti también entrenó al Querétaro FC, sin éxito.

#### Tigres Femenil
Fue director técnico del equipo Tigres Femenil en la primera temporada de la Liga MX Femenil, logrando el título en apenas su segundo torneo (Clausura 2018) venciendo a su acérrimo rival, las Rayadas de Monterrey, en el Estadio BBVA Bancomer en tanda de penales (4-2) después de que en el global empataran 4-4. Después del campeonato se retiró como entrenador, pero continuó como auxiliar técnico para la siguiente temporada. El 13 de mayo de 2019, Tigres Femenil consiguió su segundo título de nueva cuenta ante Rayadas en el Estadio BBVA Bancomer. El equipo le dedicó el título a 'Bato', quien se encontraba en el hospital grave de salud.

## Muerte
Falleció por complicaciones derivadas de un cáncer de próstata el 17 de mayo de 2019 a los 69 años de edad. Al día siguiente se jugó el Clásico Regio 122 en el Estadio Universitario, partido de vuelta de las semifinales del Clausura 2019 en donde fue homenajeado. Tigres venció 1-0 al Monterrey y le dedicó el triunfo y el pase a la final a Batocletti. En la final de este torneo se enfrentaron Tigres y León, los dos clubes en los que Batocletti militó en México. Los universitarios ganaron en el global 1-0 y le dedicaron el título al ídolo felino.

## Clubes

### Como jugador
| Club              | País      | Año       |
| ----------------- | --------- | --------- |
| Racing            | Argentina | 1970-1972 |
| Lanús             | Argentina | 1973      |
| Unión de Santa Fe | Argentina | 1974      |
| León              | México    | 1974-1977 |
| Tigres UANL       | México    | 1977-1984 |

### Como entrenador
| Club                | País   | Año       |
| ------------------- | ------ | --------- |
| Tigres UANL         | México | 1979-1980 |
| Tigres UANL         | México | 1986      |
| Tigrillos UANL      | México | 1994-1996 |
| Tigres UANL         | México | 1998-1999 |
| Querétaro           | México | 2004      |
| Tigres UANL         | México | 2005      |
| Irapuato            | México | 2009-2010 |
| Tigres UANL Femenil | México | 2017-2018 |

## Palmarés

### Como jugador
| Título  | Club        | País   | Año       |
| ------- | ----------- | ------ | --------- |
| Liga MX | Tigres UANL | México | 1977-1978 |
| Liga MX | Tigres UANL | México | 1981-1982 |

### Como entrenador
| Título                  | Club                | País   | Año       |
| ----------------------- | ------------------- | ------ | --------- |
| Liga Premier            | Tigrillos UANL      | México | 1995-1996 |
| Torneo Clausura Femenil | Tigres UANL Femenil | México | 2018      |